# Walker River Paiute
Die Walker River Paiute (englisch; vollständiger Name Walker River Paiute Tribe) sind ein staatlich anerkannter Stamm der Nördlichen Paiute. Die Eigenbezeichnung ist Agai-Dicutta  („Cutthroat-Forelle-Esser“) oder Numu („Volk“).

## Reservation
Der Stamm hat etwa 3.300 Mitglieder. 1200 von ihnen leben in der Walker River Paiute Reservation. Sie erstreckt sich über 325.000 Acres in den Counties Churchill, Lyon, und Mineral im US-Bundesstaat Nevada. Hauptort und einzige Stadt ist Schurz in Mineral County. Die Reservation liegt im Flusstal des Walker River, das überwiegend landwirtschaftlich genutzt wird. Die Umgebung besteht aus Wüste, Bergen und Sümpfen. Das Tal wurde vom Stamm wegen seines im Winter milden Klimas als Winterweidegebiet genutzt, im Sommer lebten die Paiute auf der Sierra Nevada. Das Ufer des Walker Rivers ist heute überwiegend Farmland, auf dem Alfalfa-Gras angebaut wird.
Die amerikanischen Behörden zwangen den Stamm zunächst, mit anderen Paiute-Stämmen in der  Pyramid-Lake-Reservation zusammenzuleben. Nach einer Reise nach Washington wurde 1874 die Reservation durch eine Executive Order eingerichtet. Sie wird nach dem Indian Reorganization Act von 1934 durch ein Tribal Council aus sieben Mitgliedern verwaltet, die alle drei Jahre gewählt werden.

## Geistertanz
Wovoka, der Begründer der Geistertanz-Bewegung, ist in Schurz begraben. Er hatte am 1. Januar 1889 eine schwere Krankheit und erhielt eine Vision, in der ihm eine göttliche Stimme einen Auftrag erteilte. Durch die Abhaltung des „Geistertanzes“ sollte ein idealer Zustand erreicht werden, in dem alle toten Indianer wiederauferstehen, die Bisonherden zurückkehren, ein Messias erscheinen und das Land als Paradies neu entstehen würde. Der erste Geistertanz wurde im Januar 1889 in der Reservation zelebriert. Nach Wovokas Weisungen hielten Männer und Frauen sich an den Händen und tanzten in langsamen Schritten links im Kreis. Während des Tanzes sangen sie Lieder von Wovokas Träumen und den Tieren, deren Geister ihnen Schutz gewährten und die bereits in den Liedern der Shoshone erwähnt wurden. Die Tänze dauerten sechs Tage und Nächte und wurden alle sechs Wochen wiederholt, danach nahmen alle Teilnehmer ein Bad. Die Kleidung bestand aus einem einfachen Leder- oder Baumwollhemd, dem „Geistertanzhemd“, das unverwundbar machen sollte. Jeder Teilnehmer bemalte es mit den Zeichen seiner Visionen, meistens Sterne, Mondsicheln und Donnervögel. Die Kanten der viereckig eingesetzten Ärmel und die Nähte waren wie bei der alten Lederkleidung meist ausgefranst, zusätzlich wurden die Hemden mit einzelnen Federn geschmückt.
Die Bewegung breitete sich schnell in andere Teile des Landes und auf andere Indianerstämme aus.